# Lascăr Catargiu

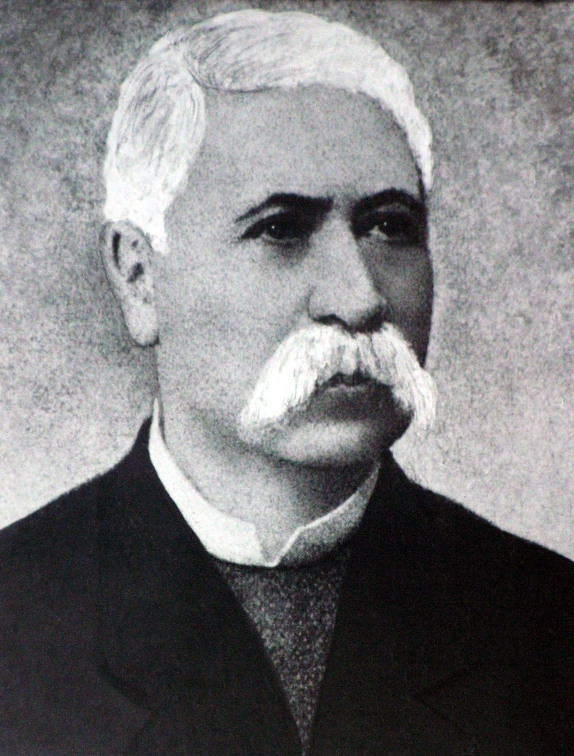
Lascăr Catargiu

Lascăr Catargiu (Vorstendom Moldavië, 1 november 1823 - Boekarest, 11 april 1899) was een Roemeens politicus.

## Achtergrond
Lascăr Catargiu was afkomstig uit een oude familie uit Walachije. Een van de leden van dit geslacht werd door prins Matei Besarab verbannen uit Walachije en vestigde zich in Moldavië.

## Biografie
Lascăr Catargiu werd geboren in Moldavië. Onder prins Grigore Ghica (1849-1856) klom hij op tot prefect van politie te Iași. In 1857 was hij lid van de commissie die tot taak had over de vereniging van Walachije en Moldavië te stemmen. Gedurende de afwezigheid van een prins (1854-1859) in Walachije regeerde een Oostenrijkse Militaire Administratie (1854-1858) en een Raad voor het Prinsdom (1858-1859) over Walachije. In 1859 werd Catargiu, bekend om zijn conservatieve opvattingen, door de conservatieven als hun kandidaat voor de troon naar voren geschoven. Hij werd echter niet tot prins van Walachije gekozen, maar de meer liberale Alexander Johan Cuza.
Gedurende de regering van domnitor Johan Alexandru Cuza, die niet alleen prins van Walachije was, maar ook van Moldavië (1859-1866) kwam het Verenigde Donauvorstendom (1861; het latere Roemenië) tot stand. Catargiu was de leider van de conservatieve oppositie tegen het bewind van prins Cuza. Hij werkte nauw samen met zijn bloedverwant Barbu Catargiu, die in 1862 in Boekarest bij een aanslag om het leven kwam. In 1866 sloot hij zich aan bij het monsterverbond van conservatieven en liberalen dat in februari 1866 prins Cuza afzette. In het daaropvolgende interim-bestuur (Prinselijke Raad) nam Catargiu zitting.
Op 22 mei 1866 werd prins Karl van Hohenzollern-Sigmaringen tot domnitor van het Verenigde Donauvorstendom gekozen. Hij nam de naam Carol I van Roemenië aan. Twee dagen later, 24 mei, werd Catargiu minister-president en minister van Binnenlandse Zaken. Hij trad echter op 15 juli 1866 af omdat het vertrouwen tussen de conservatieven en liberalen in zijn kabinet te klein was. De liberale politici Ion Brătianu en Constantin Rosetti hadden namelijk hun ontslag ingediend.
In 1870 en in 1871 waren er anti-dynastieke rellen rellen, aangewakkerd door de linkervleugel van de liberale partij om op deze wijze hun onvrede te uiten over de pro-Duitse houding van de Domnitor Carol I tijdens de Frans-Duitse Oorlog. De uiterst linkse liberalen riepen in 1871 de republiek Ploiești uit, die reeds na één dag werd onderdrukt. Carol I benoemde tijdens deze roerige periode in de Roemeense geschiedenis Lascăr Catargiu op 24 maart 1871 tot premier van een volledig conservatief (z Conservatieve Partij (PC)) kabinet. Dit werd het eerste conservatieve kabinet in Roemenië. Catargiu werd tevens minister van Binnenlandse Zaken. Hij zag het tot zijn taak het volk te winnen voor de monarchie en de spanningen weg te nemen. Zijn tegenstanders van de in 1875 gevormde Nationaal-Liberale Partij (PNL) van Brătianu en Rosetti beschouwden Catargiu en zijn kabinet echter als onpatriottisch en brachten het op 17 april 1876 ten val. Hierna werd Brătianu premier. Pogingen het gehele kabinet Catargiu te vervolgen werden echter in 1878 gestaakt.
Van 1880 tot 1899 was Catargiu voorzitter van de Conservatieve Partij.
Tot 1889 bleef Catargiu oppositieleider maar werd op 11 april 1889 voor de derde keer premier (tot 2 maart 1891) na een verkiezingsnederlaag van de PNL. Hij nam tevens de post van minister van Binnenlandse Zaken op zich. In het daaropvolgende kabinet onder premier Emanoil Ion Florescu (2 maart 1891 - 29 december 1891) behield hij de post van minister van Binnenlandse Zaken. Op 29 december 1891 werd hij voor de vierde en laatste maal premier en bleef dit tot 15 oktober 1895. Tijdens zijn laatste termijn als premier voerde hij belangrijke financiële en commerciële hervormingen door.
Lascăr Catargiu overleed op 11 april 1899 in Boekarest.